# Ramón Castro (baseball)
Ramón Abraham Castro (né le 1er mars 1976 à Vega Baja, Porto Rico) est un ancien receveur qui a évolué dans les Ligues majeures de baseball de 1999 à 2011. 

## Carrière
Après des études secondaires au Lino Padron Rivera High School de Vega Baja à Porto Rico, Ramón Castro est drafté le 2 juin 1994 par les Astros de Houston au premier tour de sélection (17e choix). Il le joueur natif de Porto Rico choisi le plus hâtivement au repêchage amateur jusqu'à la sélection de Carlos Correa, également par Houston, en 2012.
Encore joueur de ligues mineures, Castro est échangé aux Marlins de la Floride le 4 juillet 1998 contre le lanceur de relève Jay Powell.
Castro fait ses débuts en Ligue majeure le 22 août 1999.
Devenu agent libre après la saison 2004, il signe chez les Mets de New York le 15 décembre 2004. 
Il est échangé aux White Sox de Chicago le 29 mai 2009 et y est réserviste pendant trois saisons.

## Statistiques
| Saison | Équipe     | G   | AB   | R   | H   | 2B | 3B | HR | RBI | SB | BA   |
| ------ | ---------- | --- | ---- | --- | --- | -- | -- | -- | --- | -- | ---- |
| 1999   | Floride    | 24  | 67   | 4   | 12  | 4  | 0  | 2  | 4   | 0  | .179 |
| 2000   | Floride    | 50  | 138  | 10  | 33  | 4  | 0  | 2  | 14  | 0  | .239 |
| 2001   | Floride    | 7   | 11   | 0   | 2   | 0  | 0  | 0  | 1   | 0  | .182 |
| 2002   | Floride    | 54  | 101  | 11  | 24  | 4  | 0  | 6  | 18  | 0  | .238 |
| 2003   | Floride    | 40  | 53   | 6   | 15  | 2  | 0  | 5  | 8   | 0  | .283 |
| 2004   | Floride    | 32  | 96   | 9   | 13  | 3  | 0  | 3  | 8   | 0  | .135 |
| 2005   | NY Mets    | 99  | 209  | 26  | 51  | 16 | 0  | 8  | 41  | 1  | .244 |
| 2006   | NY Mets    | 40  | 126  | 13  | 30  | 7  | 0  | 4  | 12  | 0  | .238 |
| 2007   | NY Mets    | 52  | 144  | 24  | 41  | 6  | 0  | 11 | 31  | 0  | .285 |
| 2008   | NY Mets    | 52  | 143  | 15  | 35  | 7  | 0  | 7  | 24  | 0  | .245 |
| 2009   | NY Mets    | 26  | 79   | 5   | 20  | 5  | 0  | 3  | 13  | 0  | .253 |
| 2009   | Chicago WS | 31  | 76   | 8   | 14  | 3  | 0  | 4  | 12  | 0  | .184 |
| 2010   | Chicago WS | 37  | 115  | 18  | 32  | 2  | 0  | 8  | 21  | 1  | .278 |
| Totaux | Totaux     | 544 | 1358 | 149 | 322 | 63 | 0  | 63 | 207 | 2  | .237 |

Note : G = Matches joués ; AB = Passages au bâton; R = Points ; H = Coups sûrs ; 2B = Doubles ; 3B = Triples ; 
HR = Coup de circuit ; RBI = Points produits ; SB = Buts volés ; BA = Moyenne au bâton.